# Hasheem Thabeet
Hasheem Thabeet (ur. jako Hashim Thabit Manka, 16 lutego 1987 w Dar es Salaam) – tanzański zawodowy koszykarz, grający na pozycji środkowego, obecnie zawodnik Hsinchu Lioneers.
Latem 2014 roku został wytransferowany z Oklahoma City Thunder do Philadelphia 76ers, w zamian za trade exception oraz wybór w drugiej rundzie draftu 2015.
Thabeet rozpoczął swoją przygodę z koszykówką podczas nauki w szkole średniej w Dar es Salaam. Jego duży wzrost był decydującym czynnikiem przy wyborze dalszej kariery życiowej. Został zauważony przez agenta zza oceanu, który zaproponował mu dalszy rozwój już w Stanach Zjednoczonych. W następnych latach Thabeet reprezentował szkołę średnią Cypress Cristian i uniwersytet Connecticut. 14 kwietnia 2009 zdecydował się zgłosić do draftu NBA, w którym to został wybrany z numerem 2 przez Memphis Grizzlies. Tym samym stał się on pierwszym zawodnikiem NBA pochodzącym z Tanzanii. W lutym 2011 brał udział w wymianie w ramach której trafił Houston Rockets. W marcu 2012 trafił do Portland Trail Blazers. W lipcu 2012 roku podpisał kontrakt z Oklahomą City Thunder.
28 września 2017 został zawodnikiem japońskiego Yokohama B-Corsairs.
25 września 2020 dołączył do Hsinchu Lioneers.

## Życie prywatne
Thabeet jest synem Thabita Manki i Rukii Manki. Ma siostrę Sham i brata Akbara.

## Osiągnięcia
Stan na 29 października 2019, na podstawie, o ile nie zaznaczono inaczej.
NCAA
- Zawodnik Roku Konferencji Big East (współzawodnik – 2009)[8]
- Obrońca Roku:
  - NCAA według NABC (2008, 2009)[9]
  - Konferencji Big East (2008, 2009)[10]
- Zaliczony do składów:
  - I składu:
    - Big East (2009)
    - debiutantów Big East (2007)

  - II składu:
    - All-American (2009)
    - Big East (2008)
- MVP turnieju Paradise Jam (2009)

D-League
- Zaliczony do składu III składu defensywnego D-League (2015)
- Lider ligi japońskiej w blokach (2018)